# Ténéré
Le Ténéré, surnommé aussi le « désert des déserts », est une région hyper-aride de plaines sableuses située dans la partie centre-sud du Sahara qui s'étend au Niger. Délimité par le massif de l'Aïr à l'ouest, le Hoggar au nord, le plateau du Djado au nord-est et le bassin du lac Tchad au sud, le Ténéré couvre 400 000 km2. Ce terme vient de l'expression tamasheq (la langue des Touareg) tin ere, « celle qui rend », en référence aux dunes de sable formés par le vent (l'erg), et signifie simplement « désert ».

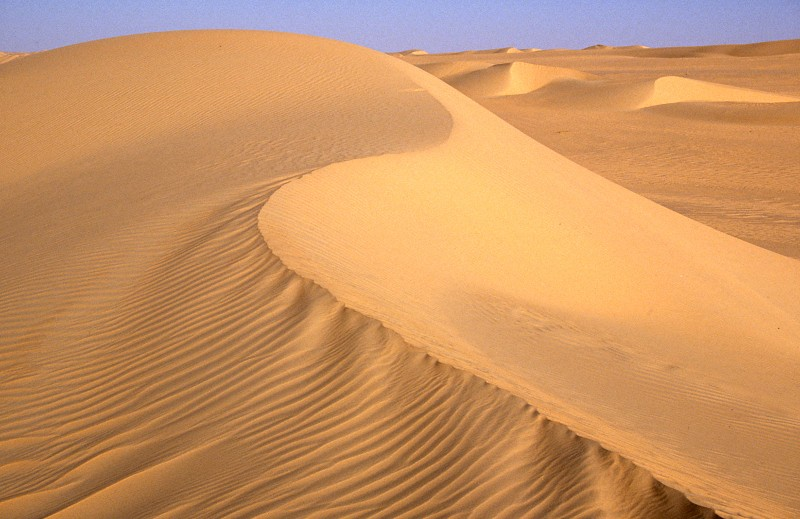
Le désert du Ténéré.

## Géographie

### Topographie
Le Ténéré s'étend sur 400 000 km2. Il est délimité par :
- au nord le plateau du Djado qui prolonge le Tassili n'Ajjer ;
- à l’est le Tibesti (au Tchad) ;
- au sud le massif de Termit et le désert de Tin-Toumma ;
- à l’ouest le massif de l'Aïr.

Il est traversé du nord au sud par la falaise de Kaouar le long de laquelle se trouvent plusieurs oasis, dont Dirkou et Bilma.
La majeure partie du Ténéré se trouve au Niger dans la région d’Agadez, en particulier dans le département de Bilma. Il déborde :
- à l’ouest sur le département d’Arlit,
- au sud sur les départements de Tchirozérine et de N'Guigmi,
- à l’est sur le Tchad.

Sa frange ouest fait partie des réserves naturelles de l'Aïr et du Ténéré.
Le Ténéré est caractérisé par ses ergs qui peuvent atteindre près de 300 mètres de haut et qui s'étendent sur des centaines de kilomètres. Le Grand erg de Bilma s’étend vers l’est à partir de l’oasis de Fachi jusqu’au Tchad.

### Climat
Le Ténéré possède un climat désertique chaud (classification de Köppen BWh), typique du grand Sahara. Le climat y est hyperaride, particulièrement sec, chaud et ensoleillé toute l'année et la vie végétale en est totalement absente. Les températures moyennes maximales sont supérieures à 40 °C entre 5 et 7 mois, et même plus dans les régions les plus chaudes et des températures maximales absolues de 50 °C sont possibles en été. Les températures moyennes maximales annuelles tournent autour de 35 °C, voire plus. Pendant la saison la plus « fraîche », les températures moyennes maximales restent tout de même supérieures à 25 °C, et tournent souvent autour des 30 °C.
Les précipitations annuelles sont extrêmement faibles, sporadiques et irrégulières, voire inexistantes. La moyenne annuelle des précipitations est en effet une des plus basses jamais observées sur Terre : entre 10 mm et 15 mm. Très souvent, il peut se passer plusieurs années sans aucune pluie.
Le Ténéré est aussi situé dans une des régions les plus ensoleillées du globe : le désert reçoit près de 90 % de rayonnement solaire sur la durée totale du jour, entre le lever et le coucher du soleil. Selon une étude de la NASA, l'endroit le plus exposé au rayonnement solaire au monde serait un fort en ruine à Agadem, situé au sud-est du Ténéré, où la productivité d'énergie solaire serait sans équivalent ; cette zone désertique verrait passer moins de nuages que partout ailleurs dans le reste du monde. Le Ténéré, ainsi que le reste du Sahara, fait partie des environnements les plus hostiles et les plus extrêmes de la Terre.

## Population
La densité de population est de 0,1 habitant par km2 dans le département de Bilma. La majorité de la population est sédentarisée dans des oasis, comme Bilma, Chirfa (de), Djado, Fachi, Séguedine (en) et Dirkou, peuplées de Toubous, Touareg, Kanouris et de Haoussas. Des villes ont été abandonnées pour des raisons encore inconnues, comme celles de Djaba et de Debessa.

## Économie
Le climat et la nature des sols ne permettent que quelques cultures vivrières et la production de dattes dans les oasis. Des pasteurs nomades élèvent des chèvres et des dromadaires.
Du sel est extrait des salines situées le long de la falaise de Kaouar.
En l'absence de véritables voies de communication si ce n’est l’aéroport de Dirkou, les échanges se font encore par les caravanes des Touareg.

## Histoire
Entre 8 000 et 6 000 ans av. J.-C., le Ténéré connaît une période humide. La région fut alors habitée par des tribus de chasseurs cueilleurs dénommés Kiffiens. Du Ve millénaire jusqu'au milieu du IIIe millénaire av. J.-C., une autre culture préhistorique dite Ténéréenne se développe jusqu'à l’aridification complète de la région qui voit sa disparition. Les tribus ténéréennes ont probablement migré vers le sud jusqu’à l'actuelle région du Sahel en suivant les troupes d'animaux qu'elles chassaient.

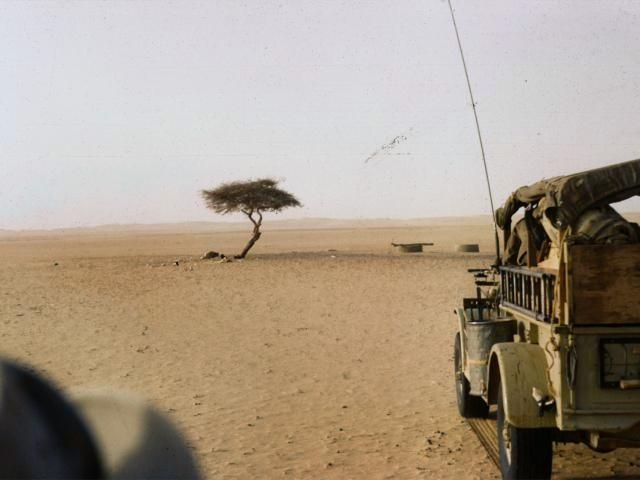
Arbre du Ténéré photographié en 1961

L’Arbre du Ténéré était un acacia, seul arbre répertorié dans un rayon de 150 km à la ronde. En 1973, il fut renversé par un camion conduit par un chauffeur libyen vraisemblablement ivre. Aujourd’hui, ses restes reposent au musée de Niamey, tandis qu’un arbre en métal a été érigé sur son emplacement originel.
De 1983 à 1992, le Ténéré est traversé par le Paris-Dakar. C'est une étape prestigieuse car très difficile.
Le 19 septembre 1989, le vol 772 UTA, victime d'un attentat, explose au-dessus du Ténéré. Un mémorial y a été construit en juin 2007.
En 1997, le Ténéré et le massif de l'Aïr sont déclarés réserve mondial de biosphère par l'Unesco.
En 2014, la découverte d’or dans le plateau du Djado, au nord-est du Niger, provoque une ruée vers l'or dans la région. Quelques mois après d'autres gisements sont découverts dans le massif de l'Aïr,.